# David Edwards (voetballer)
David Alexander Edwards (Pontesbury, 3 februari 1986) is een voormalig Welsh voetballer. Gedurende zijn carrière kwam hij onder andere uit voor  Wolverhampton Wanderers en Reading FC. Edwards kwam 44 keer uit voor het Welsh voetbalelftal.

## Clubcarrière
David Edwards begon met voetballen voor de club uit zijn thuisstad Shrewsbury Town. Voor die club maakte hij op 3 mei 2003 zijn debuut in de wedstrijd tegen Scunthorpe United. Hij maakte in 2007 de overstap naar Luton Town. Hij wist tijdens zijn verblijf daar meteen op te vallen en al na een halfjaar verkaste hij weer. Ditmaal naar Wolverhampton Wanderers waar hij een contract voor 2,5 jaar tekende. Voor die club maakte hij op 18 januari 2008 zijn debuut tegen Scunthorpe United. Samen met die club maakte Edwards de promotie mee naar de Premier League. In 2012 degradeerde hij weer met Wolves naar de Football League Championship. Een jaar later degradeerde de club opnieuw, maar Edwards bleef zijn club trouw.

## Clubstatistieken
| Seizoen     | Club            | Competitie     | Competitie | Competitie | Competitie | Beker | Beker | Beker | Internationaal | Internationaal | Internationaal | Totaal | Totaal | Totaal |
| Seizoen     | Club            | Competitie     | Wed.       | Dlp.       | Ass.       | Wed.  | Dlp.  | Ass.  | Wed.           | Dlp.           | Ass.           | Wed.   | Dlp.   | Ass.   |
| ----------- | --------------- | -------------- | ---------- | ---------- | ---------- | ----- | ----- | ----- | -------------- | -------------- | -------------- | ------ | ------ | ------ |
| 2004/05     | Shrewsbury Town | League Two     | 27         | 5          | 0          | 1     | 0     | 0     | —              | —              | —              | 28     | 5      | 0      |
| 2005/06     | Shrewsbury Town | League Two     | 30         | 2          | 2          | 1     | 1     | 0     | —              | —              | —              | 31     | 3      | 2      |
| 2006/07     | Shrewsbury Town | League Two     | 45         | 5          | 4          | 2     | 0     | 0     | —              | —              | —              | 47     | 5      | 4      |
| Club Totaal | Club Totaal     | Club Totaal    | 102        | 12         | 6          | 4     | 1     | 0     | 0              | 0              | 0              | 106    | 13     | 6      |
| 2007/08     | Luton Town      | League One     | 19         | 4          | 0          | 7     | 0     | 0     | —              | —              | —              | 26     | 4      | 0      |
| Club Totaal | Club Totaal     | Club Totaal    | 19         | 4          | 0          | 7     | 0     | 0     | 0              | 0              | 0              | 26     | 4      | 0      |
| 2007/08     | Wolves          | Championship   | 10         | 1          | 1          | 0     | 0     | 0     | —              | —              | —              | 10     | 1      | 1      |
| 2008/09     | Wolves          | Championship   | 44         | 3          | 2          | 4     | 0     | 0     | —              | —              | —              | 48     | 3      | 2      |
| 2009/10     | Wolves          | Premier League | 20         | 1          | 0          | 1     | 0     | 0     | —              | —              | —              | 21     | 1      | 0      |
| 2010/11     | Wolves          | Premier League | 15         | 1          | 0          | 3     | 0     | 0     | —              | —              | —              | 18     | 1      | 0      |
| 2011/12     | Wolves          | Premier League | 26         | 3          | 2          | 2     | 1     | 0     | —              | —              | —              | 28     | 4      | 2      |
| 2012/13     | Wolves          | Championship   | 24         | 2          | 1          | 1     | 0     | 0     | —              | —              | —              | 25     | 2      | 1      |
| 2013/14     | Wolves          | League One     | 30         | 9          | 3          | 1     | 0     | 0     | —              | —              | —              | 31     | 9      | 3      |
| 2014/15     | Wolves          | Championship   | 41         | 6          | 2          | 3     | 2     | 0     | —              | —              | —              | 44     | 8      | 2      |
| 2015/16     | Wolves          | Championship   | 29         | 5          | 2          | 1     | 0     | 0     | —              | —              | —              | 30     | 5      | 2      |
| 2016/17     | Wolves          | Championship   | 44         | 10         | 4          | 5     | 0     | 0     | —              | —              | —              | 49     | 10     | 4      |
| 2017/18     | Wolves          | Championship   | 1          | 0          | 0          | 2     | 0     | 0     | —              | —              | —              | 3      | 0      | 0      |
| Club Totaal | Club Totaal     | Club Totaal    | 284        | 41         | 17         | 23    | 3     | 0     | 0              | 0              | 0              | 307    | 44     | 17     |
| 2017/18     | Reading         | Championship   | 32         | 3          | 4          | 3     | 0     | 0     | —              | —              | —              | 35     | 3      | 4      |
| Club Totaal | Club Totaal     | Club Totaal    | 32         | 3          | 4          | 3     | 0     | 0     | 0              | 0              | 0              | 35     | 3      | 4      |
| 2018/19     | Shrewsbury Town | League One     | 6          | 0          | 0          | 0     | 0     | 0     | —              | —              | —              | 6      | 0      | 0      |
| 2019/20     | Shrewsbury Town | League One     | 29         | 1          | 0          | 8     | 3     | 0     | —              | —              | —              | 37     | 4      | 0      |
| 2020/21     | Shrewsbury Town | League One     | 31         | 1          | 3          | 5     | 0     | 0     | —              | —              | —              | 36     | 1      | 3      |
| Club Totaal | Club Totaal     | Club Totaal    | 168        | 14         | 9          | 17    | 4     | 0     | 0              | 0              | 0              | 185    | 18     | 9      |
| 2021/22     | Bala Town       | Cymru Premier  | 31         | 9          | 4          | 7     | 2     | 1     | 2              | 0              | 0              | 40     | 11     | 5      |
| 2022/23     | Bala Town       | Cymru Premier  | 25         | 2          | 2          | 8     | 3     | 1     | 2              | 1              | 0              | 35     | 6      | 3      |
| Club Totaal | Club Totaal     | Club Totaal    | 56         | 11         | 6          | 15    | 5     | 2     | 4              | 1              | 0              | 75     | 17     | 8      |
| TOTAAL      | TOTAAL          | TOTAAL         | 559        | 73         | 36         | 65    | 12    | 2     | 4              | 1              | 0              | 628    | 86     | 38     |

## Interlandcarrière
Ondanks dat Edwards in Engeland geboren is, koos hij er voor om voor Wales te gaan voetballen. Op 17 november 2007 maakte hij zijn debuut in het Welsh voetbalelftal tegen Ierland. Een jaar later, op 8 oktober 2008, maakte hij zijn eerste doelpunt voor Wales in een wedstrijd tegen Liechtenstein. Met Wales nam Edwards deel aan het Europees kampioenschap voetbal 2016 in Frankrijk. Wales werd in de halve finale uitgeschakeld door Portugal (0–2), na in de eerdere twee knock-outwedstrijden Noord-Ierland (1–0) en België (3–1) te hebben verslagen.

## Erelijst
Wolverhampton Wanderers
- Football League Championship: 2009
- Football League One: 2014

1 Hennessey ·
2 Gunter ·
3 Taylor ·
4 Davies ·
5 Chester ·
6 A. Williams  ·
7 Allen ·
8 King ·
9 Robson-Kanu ·
10 Ramsey ·
11 Bale ·
12 Fôn Williams ·
13 G. Williams ·
14 Edwards ·
15 Richards ·
16 Ledley ·
17 Cotterill · 
18 Vokes ·
19 Collins ·
20 J. Williams ·
21 Ward ·
22 Vaughan · 
23 Church · 
Coach: Coleman